# アンソニー・アナスタシオ
アンソニー・"タフ・ボーイ"・アナスタージオ（Anthony "Tough Tony" Anastasio, 1906年2月14日 - 1963年3月1日）はニューヨークのマフィア組織である五大ファミリーの1つ、ガンビーノ一家の幹部。アルバート・アナスタシア（本名ウンベルト・アナスタージオ）の弟。ブルックリンのウォーターフロントの国際港湾労働者協会(ILA, International Longshoremen's Association)の支部で副支部長を務めていた。

## 生い立ち
カラブリア州カタンザーロ出身。1920年代渡米し、ブルックリンで兄と共に臨海区の縄張りを拠点とした。
ILAを支配して組合員から上納金を吸い上げ、マフィアに何百万ドルという大金を流してきた。兄のアルバートと波止場を思い通りに牛耳り、ピンハネや貨物の横流しを仕切った。2人の承認なくしては船の貨物は何一つ降ろせなかった。1951年、兄が一家のボスになるとその権勢は頂点に達した。
1957年10月、兄が暗殺され、兄の威光を失った。兄の暗殺に加担したとみられる新ボスのガンビーノから引き続き波止場の組合利権を任されていたが、娘婿のアンソニー・スコットに地位を譲って第一線から退いた。1963年3月1日に心臓発作で死去した。
死の直前の1962年、ジェノヴェーゼが自分を消そうとしているのではないかと疑い、FBIのエージェントに接触してカルロ・ガンビーノ、ピーター・デフェオ、トーマス・エボリのことについて話している(外部リンク参照)。兄のアルバートについては「アルバートとは共に同じ飯を食べ、同じ腹から生まれてきた。だが彼は人を殺しすぎた。死ぬのは当然だったのだろう」と語っている。